# Cosmètica de l'enemic
Cosmètica de l'enemic (títol original en anglès, A Perfect Enemy) és una pel·lícula de thriller psicològic del 2020 dirigit per Kike Maíllo basat en la novel·la d'Amélie Nothomb Cosmètica de l'enemic. La pel·lícula és una coproducció internacional espanyola, alemanya i francesa, protagonitzada per Tomasz Kot i Athena Strates al costat de Marta Nieto i Dominique Pinon. S'ha doblat al català per TV3.

## Sinopsi
La trama segueix el malson psicològic que es produeix després de la trobada casual entre un arquitecte i una dona molt xerraire en un aeroport.

## Repartiment
- Tomasz Kot com a Jeremiasz Angust[3]
- Athena Strates com a Texel Textor[4]
- Marta Nieto com a Isabelle[5]
- Dominique Pinon com a Jean Rosen[5]
- Freyja Simpsoncom aas Feline[5]
- Janosh Hetzel com a Frank Hoffmann[5]

## Producció
La pel·lícula és una coproducció espanyola, alemanya i francesa de Sábado Películas, Barry Films, The Project i Hessen-Invest Film.

## Estrena
La pel·lícula es va presentar al 53è Festival de Cinema de Sitges el 16 d'octubre de 2020. Es va estrenar a Filmin el 29 de gener de 2021, tot convertint-se en el llançament més gran de la plataforma fins a aquesta data.

## Rebuda
Segons el lloc web d'agregació de ressenyes Rotten Tomatoes, Cosmètica de l'enemic té una puntuació d'aprovació del 86% basada en 14 comentaris de la crítica, amb una valoració mitjana d'un 6 sobre 10.
Phil Hoad de The Guardian va puntuar la pel·lícula amb 3 estrelles sobre 5, considerant que era un "eurothriller ben escrit i tortuós".
Sergio F. Pinilla de Cinemanía va valorar la pel·lícula amb 3 sobre 5 estrelles, en considerar que la història "funciona", i que l'espectador se sent "atrapat a la sala d'espera d'aquest aeroport, a mercè del parany i dels relats mòrbids d'una desconeguda". Va resumir la pel·lícula com un "psicothriller que relaciona allò perfecte amb l'(auto)destrucció".